# 1939年10月12日日食
1939年10月12日日食是一次日全食，發生於1939年10月12日（東半球大多為10月13日）。新月當天（即朔日），地球上觀測到月球和太阳的角距離極小，此時月球如果恰好在月球交點附近，穿過太阳和地球之間，與地球、太阳接近一直線，則會出現日食。月球本影接觸地表而使該區域完全得不到陽光，就會形成日全食，同時在本影兩側數千公里的半影範圍內遮擋部分陽光，形成日偏食。此次日全食經過了南极洲維多利亞地、麦克·罗伯逊地，日偏食則覆蓋了澳大利亚東南部、太平洋南部、南极洲的大半部分及周邊部分地區。

## 日食概況

### 出現區域
南极洲威爾克斯地以北約640公里的洋面在日出時最先看到日全食，此後月球本影向東南登上維多利亞地，在罗斯海海岸以西內陸約320公里處達到最大食分，又逐漸轉向西南，進入威爾克斯地，再轉向西北，最終結束於麦克·罗伯逊地，在當地日出時分離開地球表面。全食帶未覆蓋任何南極科學考察站。
除了狹窄的全食帶內能看見日全食之外，月球半影覆蓋範圍內都能看到日偏食，包括南极洲靠近太平洋的約三分之二、澳大利亚東南部、美拉尼西亞東南端、玻里尼西亞南部、巴塔哥尼亞南端、福克兰群岛。
月球在其軌道上自西向東轉動，發生日食時，月球在地球表面的陰影也大多自西向東移動，而從地球上看，太阳的西側先被月球遮掩，然後逐漸向東。但此次日食發生在南半球的夏季，地軸南端向太阳方向傾斜，月球本影離開地球時位於晨昏圈最南端附近的區域，因而全食帶的南半段，以及全食帶南半段附近被半影覆蓋、看到日偏食的區域內，月影在地表自東向西移動，地面上看到的太阳東側最先被月球遮掩。一般日食開始於晨線，結束於昏線，即在最後看到日食的地方，日食出現在日落時分，而此次日全食開始和結束均在晨線上，其中南极洲維多利亞地沿岸附近的洋面最後看到日全食的地方是夏季白晝很長的高緯度地區。此外，全食帶經過的南极洲和其附近的洋面均沒有確定使用的时区，且南极洲許多區域處於極晝，僅從地理位置上看，全食帶內的日全食均發生於10月13日凌晨。而對於日偏食區域，無確定时区的南极洲發生於10月12日或10月13日，有的地區甚至從10月12日子夜前不久開始，在10月13日凌晨結束，而大洋洲和南美洲位於國際日期變更線以東的部分在10月12日看到日偏食，大洋洲在該線以西的部分在10月13日看到日偏食。

### 基本參數
- 類型：日全食
- 食甚中心處（位於南极洲維多利亞地在罗斯海海岸以西內陸320公里處）資料：
  - 時間：1939年10月12日20:39:59.1
  - 地點：72°47.0′S 155°9.7′E / 72.7833°S 155.1617°E
  - 食分：1.0266（全食帶內最大）
  - 日全食持續時間：1分32.5秒

## 相關的日食

### 1939-1942年的日食
月球交替位於相對的月球交點時，以半個交點年（食年），即約177天又4小時間隔出現下列日食。
| 降交點                                          | 降交點                   |          | 升交點                   | 升交點 |
| 沙羅周期                                        | 地圖                     | 沙羅周期 | 地圖                     |        |
| 118                                             | 1939年4月19日 環食       | 123      | 1939年10月12日 全食      |        |
| 128                                             | 1940年4月7日 環食        | 133      | 1940年10月1日 全食       |        |
| 138                                             | 1941年3月27日 環食       | 143      | 1941年9月21日 全食       |        |
| 148                                             | 1942年3月16日 偏食（南） | 153      | 1942年9月10日 偏食（北） |        |
| 註：1942年8月12日的日偏食屬於下一組交點年系列。 |                          |          |                          |        |

### 沙羅周期
沙羅周期長度為18年11天。本次日食屬於沙羅周期123，共包含70次日食，依次為1074年4月29日至1164年6月21日的6次日偏食、1182年7月2日至1651年4月19日27次日環食、1669年4月30日至1705年5月22日的3次全環食（亦稱混合食）、1723年6月3日至1957年10月23日的14次日全食、1975年11月3日至2318年5月31日的20次日偏食，總共歷時1244.08年。其中最長的全食發生於1813年7月27日，共持續了3分27秒。
下表列舉了1901年至2100年間發生的屬於該周期的日食，是第47至57次：
| 47             | 48            | 49             |
| -------------- | ------------- | -------------- |
| 1903年9月21日  | 1921年10月1日 | 1939年10月12日 |
| 50             | 51            | 52             |
| 1957年10月23日 | 1975年11月3日 | 1993年11月13日 |
| 53             | 54            | 55             |
| 2011年11月25日 | 2029年12月5日 | 2047年12月16日 |
| 56             | 57            |                |
| 2065年12月27日 | 2084年1月7日  |                |

## 資料來源
1. ↑  樊忠玉. . 中国天文科普网.   [2016-03-27]. （原始内容存档于2014-09-17）.
2. 1 2  Fred Espenak. . NASA Eclipse Web Site.   [2016-03-27]. （原始内容存档于2020-10-23）.（英文）
3. ↑  Fred Espenak. . NASA Eclipse Web Site.   [2016-03-27]. （原始内容存档于2020-10-20）.（英文）
4. ↑  Xavier M. Jubier. .   [2016-03-27]. （原始内容存档于2019-11-29）.（法文）（英文）
5. ↑  Fred Espenak. . NASA Eclipse Web Site.   [2016-03-27]. （原始内容存档于2008-08-29）.（英文）
6. ↑  Fred Espenak. . NASA Eclipse Web Site.（英文）

## 外部連結
- NASA日食專頁（页面存档备份，存于）（英文）
- 可見區域圖和時間統計：由弗雷德·埃斯佩纳克做出的日食預報，NASA/GSFC
  - Google互動地圖呈現的日食範圍
  - 貝塞爾元素
- Google地圖顯示的日全食和日偏食範圍（页面存档备份，存于）（法文）（英文）

| \| \| 日食 \|                             |                               |                                          |
| 上一次日食： 1939年4月19日日食 （日環食） | 1939年10月12日日食 （日全食） | 下一次日食： 1940年4月7日日食 （日環食） |
| 上一次日全食： 1938年5月29日日食          | 1939年10月12日日食 （日全食） | 下一次日全食： 1940年10月1日日食         |
|                                           | 日食                          |                                          |